# Curios elongatus
Curios elongatus là một loài bọ cánh cứng trong họ Đom đóm (Lampyridae). Loài này được Jeng & P.-S. Yang miêu tả khoa học năm 1998.